# Villiam Granath
Villiam Granath, född 14 september 1998, är en svensk fotbollsspelare som spelar för Halmstads BK. Han har två äldre bröder som också är fotbollsspelare Viktor och Gustav.

## Karriär
Granath gjorde sin debut i Ettan Södra för Skövde AIK borta mot FC Rosengård. 1 februari 2023 värvades Granath till Halmstads BK, där han skrev på ett treårskontrakt.